# Iojef Sabo
Iojef Iojefovich Sabo - em russo e em ucraniano, Йожеф Йожефович Сабо (Ungvár - atual Ujhorod, 29 de fevereiro de 1940) - é um ex-jogador e técnico de futebol ucraniano de origem húngara.

## Carreira

### Início
Nascido Szabó József (József Szabó, para o padrão ocidental), no breve período em que Ujhorod pertenceu à Hungria (entre 1938 e 1945, ano em que foi anexada à RSS da Ucrânia), cresceu entre ucranianos e iniciou carreira profissional em 1957, no Khimik Kalush, mudando ainda no ano seguinte para o Spartak Uzhhorod. Dois anos depois, estava no principal clube da República, o Dínamo de Kiev, time ainda modesto nacionalmente. 

### Dínamo Kiev
Ficando por dez anos no Dínamo, entre 1959 e 1969, esteve presente nas conquistas dos quatro primeiros títulos no campeonato soviético do clube - em 1961 e um tricampeonato entre 1966 e 1968. A conquista de 1961 lhe credibilitou a ser chamado para a Seleção Soviética que foi à Copa de 1962, sendo o terceiro ucraniano (ao lado de Yeduard Dubyns'kyi) a ir a um mundial. Iria também à edição de 1966, quando a seleção obteve seu melhor resultado na competição, um quarto lugar.

## Fim da carreira como jogador, início como técnico
Passou a temporada de 1970 no Zorya Voroshilovhrad e partiria no ano seguinte para o Dínamo de Moscou, onde encerraria a carreira, em 1972, tendo disputado no mesmo ano sua última competição pela URSS, os Jogos Olímpicos de 1972, recebendo a medalha de bronze. Foi técnico entre 1977 e 1979 em clubes médios ucranianos - entre eles, Zorya e Dnipro Dnipropetrovs'k, retomando a função em 1993, no Dínamo Kiev, dirigindo a equipe em quatro passagens: em 1993, de 1994 a 1997 e entre 2004 e 2005. Foi também vice-presidente da equipe entre 2000 e 2007.

## Seleção Ucraniana
A outra única equipe que comandou quando voltou a ser técnico foi a Seleção Ucraniana, em 1994 e de 1996 a 1999, chegando a acumular com o cargo no Dínamo, onde foi tetracampeão nacional de 1994 a 1997. Curiosamente, não foi o único húngaro da Ucrânia a ter disputado Copas pela ex-URSS (pela qual marcou 8 gols em 40 jogos), tendo um "sucessor": László Rácz.